# Agave pendula
Agave pendula là một loài thực vật có hoa trong họ Măng tây. Loài này được Schnittsp. mô tả khoa học đầu tiên năm 1857.